# Rosa murielae
Rosa murielae — вид рослин з родини трояндових (Rosaceae); ендемік Китаю.

## Біоморфологічна характеристика
Кущ 1.5–3 метри заввишки. Гілочки випростані чи розлогі, циліндричні, стрункі, голі; колючки рідкісні, прямі, до 6 мм, дрібні, звужуються до широкої основи; щетина і дрібні, тонкі колючки, часто щільні. Листки включно з ніжками 9–14 см; прилистки здебільшого прилягають до ніжки, вільні частини яйцюваті, край залозисто пилчастий, верхівка загострена; остови й ніжки мало запушені і коротко колючі, іноді залозисто запушені; листочків 9–15, еліптичні або довгасті, рідко яйцюваті або широко еліптичні, 10–45 × 8–25 мм, знизу запушені, зверху голі; основа майже округла або широко клиноподібна, край просто залозисто пилчастий, верхівка гостра або коротко загострена. Квіток 2–5(7) у щитку, іноді поодинокі, 2–3 см у діаметрі. Чашолистків 5, довші за пелюстки, трикутно-яйцюваті. Пелюсток 5, білі, або рожеві й білі біля основи, зворотно-яйцюваті, верхівка виїмчаста. Цинародії оранжево-червоні, еліпсоїдні або грушоподібні, ≈ 1 см у діаметрі, голі, з короткою шиєю на верхівці, зі стійкими чашолистками. Період цвітіння: червень — липень; період плодоношення: серпень — листопад.

## Поширення й умови зростання
Ендемік Китаю: Сичуань, Юньнань. Населяє чагарники; на висотах 2300–3800 метрів.